# Fenyves sisakgomba
A fenyves sisakgomba vagy fenyő-tőkegomba vagy fenyves turjángomba (Galerina marginata) a harmatgombafélék családjába tartozó, az északi féltekén elterjedt, halálosan mérgező gombafaj.

## Megjelenése
A fenyves sisakgomba kalapjának átmérője 1–5 cm, alakja eleinte kúpos, domború, majd laposan kiterül. Felülete sima, áttetszően bordás. Színe okkersárga, sárgásbarna, fahéjbarna; nedvesen sötétebb, kiszáradva fakóokker színű. Húsa vékony, sárgásbarna; íze és szaga enyhén lisztes.
Sűrűn álló lemezei a tönkhöz nőttek vagy kissé lefutók. Fiatalon okkerszínűek, később fahéjbarnák. Spórapora barna. Spórái 8-10 x 5-6 mikrométeresek, elliptikusak, felületük szemölcsös.
Tönkje 2–8 cm hosszú és 0,3-0,8 cm vastag. Alakja hengeres, gyakran görbe, belül üreges. Színe felül világosbarna, lefelé rozsdabarna, felületét fehéres szálacskák borítják. Vékony, barnás, könnyen lemálló gallérja van. 

### Hasonló fajok
Hasonlít az ehető csoportos tuskógombára és az ízletes tőkegombára.

## Elterjedése és termőhelye
Az egész északi féltekén elterjedt, Eurázsiában és Észak-Amerikában; ezenkívül megtalálták Ausztráliában is. Magyarországon nem gyakori. Korhadó fenyőtörzseken, ritkábban lombos fákon élő szaprofita faj. Szeptembertől novemberig terem legtöbbször csoportosan, de egyesével is előfordulhat.
Mérgező, halált is okozhat. A gyilkos galócához és a Hegyeskalapú galócához hasonlóan amatoxinokat tartalmaz. A mérgezés tünetei hasi fájdalom, hányás, hasmenés, csökkenő testhőmérséklet és ha a beteg nem kap orvosi segítséget, átlagosan hét nap múlva a máj- és vesekárosodásba belehalhat.  

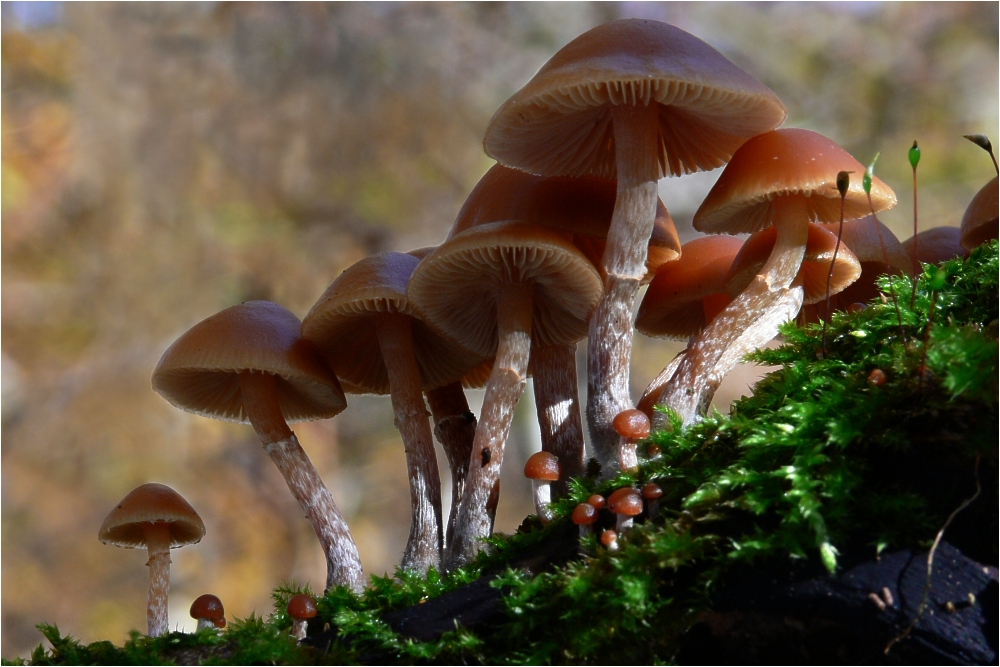
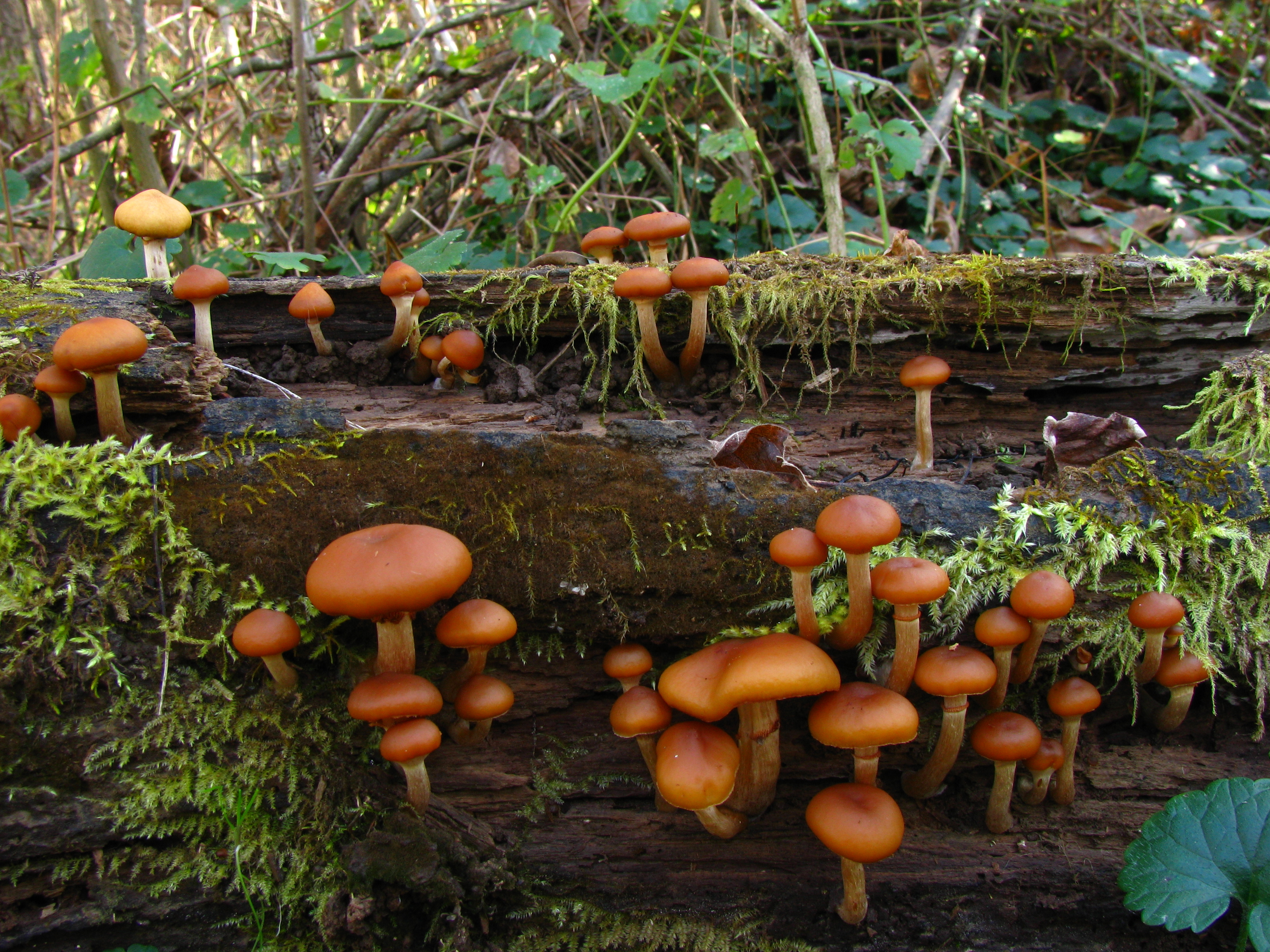
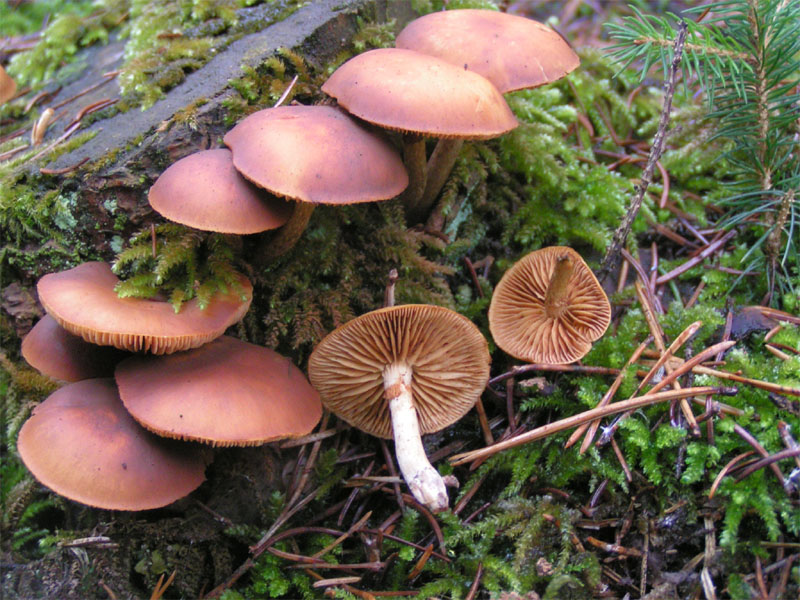